# Oligostraca
Super-classe
Les Oligostraca sont une super-classe de crustacés. 

## Classification
Selon World Register of Marine Species (14 avril 2016) :
- classe Ichthyostraca
  - sous-classe Branchiura Thorell, 1864
    - ordre Arguloida Yamaguti, 1963

  - sous-classe Pentastomida Diesing, 1836
    - ordre Cephalobaenida Heymons, 1935
    - ordre Porocephalida Heymons, 1935
    - ordre Raillietiellida Almeida & Christoffersen, 1999
    - ordre Reighardiida Almeida & Christoffersen, 1999
- classe Ostracoda Latreille, 1802
  - sous-classe Myodocopa G.O. Sars, 1866
    - ordre Halocyprida Dana, 1853
    - ordre Myodocopida Sars, 1866

  - sous-classe Palaeocopa Henningsmoen, 1953
    - ordre Palaeocopida Henningsmoen, 1953

  - sous-classe Podocopa G.O. Sars, 1866
    - ordre Platycopida Sars, 1866
    - ordre Podocopida G.O. Sars, 1866

  - sous-classe Bradoriida †
  - super-famille Leperditelloidea Ulrich & Bassler, 1906 †
- sous-classe Mystacocarida
  - ordre Mystacocaridida Pennak & Zinn, 1943

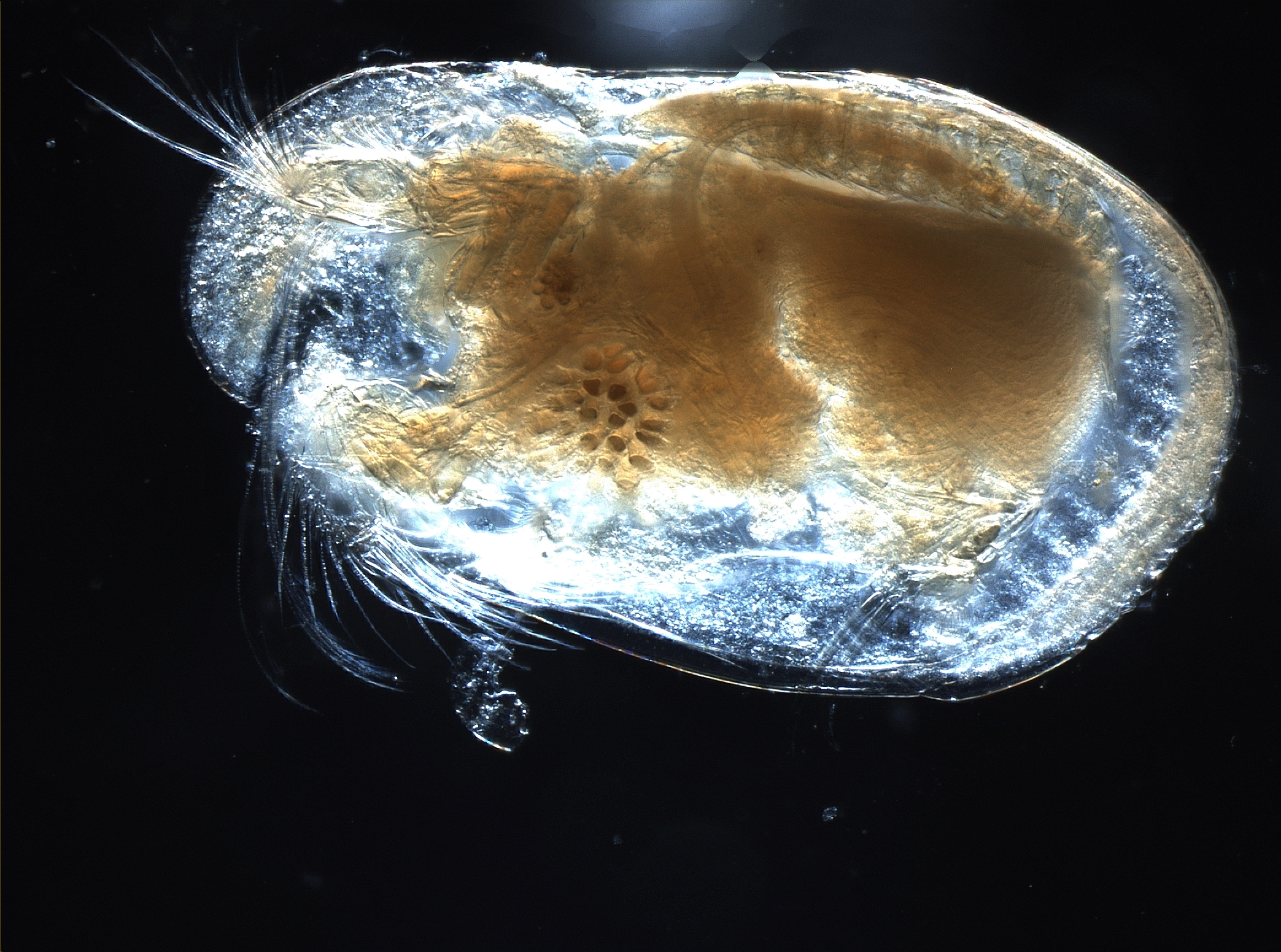
Un ostracode de la famille des Cylindroleberididae (ordre des Myodocopida).
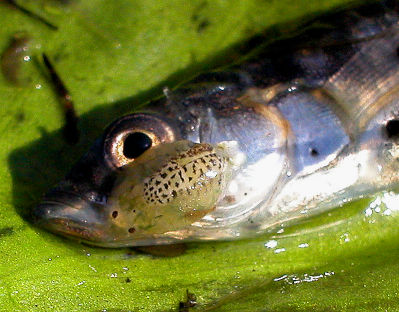
Un Ichthyostraca parasite, Argulus sp.